# Alsengemme

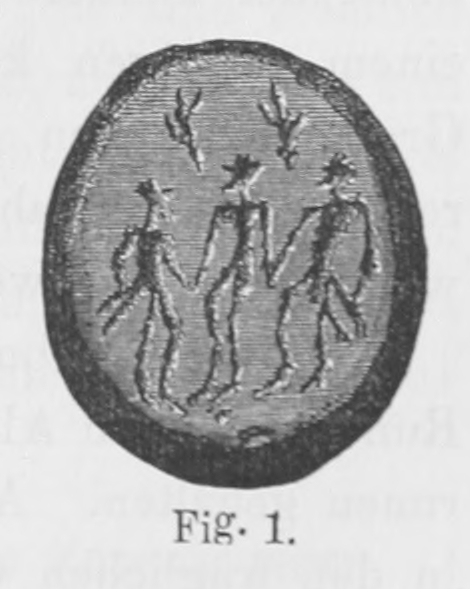
gemme van Alsen

Een Alsengemme is een klein rond of ovaal glazen amulet uit de middeleeuwen, dat soms als archeologische vondst opduikt in Noord-Nederland, onder andere in terpen.
Alsengemmen bestaan uit twee op elkaar geplaatste lagen glas met een diameter die varieert tussen de 12 en 32 millimeter. De onderste laag is van zwart glas en de bovenste van blauw glas. In de bovenste laag zijn meestal 3 en een enkele keer 1, 2 of 4 menselijke figuren ingekerfd. De naam verwijst naar de Duitse benaming 'Alsen' voor het Deense eiland Als waar in 1871 bij Sønderborg een alsengemme werd gevonden en naar gemme, een gesneden (half)edelsteen. De allereerste vondst van een Alsengem was trouwens niet die van Als. Uit 1846, dus al 25 jaar eerder, is een melding van een gem bij de afgraving van de Friese terp Birdaard (gem. Nordeast-Fryslân). Als toen door middel van een publicatie wat meer aandacht was besteed aan die vondst, zou deze groep gemmen in de literatuur nu bekend hebben gestaan als Birdaardgemmen.
Alsengemmen zijn uit heel Europa bekend. In totaal zijn op dit moment meer dan 140 stuks gedocumenteerd. Iets minder dan de helft daarvan is als versiering gemonteerd op kerkelijke objecten (crucifixen, reliekschrijnen en boekbanden), de rest bestaat uit bodemvondsten, vooral uit het noorden van Europa. Uit Noord-Duitsland zijn 19 vondsten gemeld, uit Denemarken 15, uit Zuid-Zweden 9 en uit Noorwegen 3. Verder worden incidentele vondsten gemeld uit Oekraïne, Wit-Rusland en Rusland. Het zwaartepunt van de vondsten ligt in het noorden van Nederland, waar niet minder dan 36 vondsten geregistreerd zijn, het merendeel daarvan uit Friesland (23 stuks). In Groningen zijn zes exemplaren gevonden, Drenthe kent ook zes vondsten; uit Noord-Holland zijn twee Alsengemmen bekend en in Overijssel is één exemplaar gevonden.
Geen enkele van de 36 in Nederland gevonden gemmen is in een goed gedateerde context gevonden. Het zijn allemaal losse vondsten. In het buitenland is gelukkig inmiddels wel een aantal vondsten bekend uit een goed gedateerde context. Dat geldt bijvoorbeeld voor de gem die in 1909/1910 was gevonden tijdens opgravingen in Bielgorodka, 23 km ten westen van Kiev. Deze stad is in 1240 verwoest. Ook goed gedateerd is een gem uit het Deense Ribe, die gevonden is in een laag uit de eerste helft van de 12de eeuw. Twee andere Deense vondsten komen uit het oude centrum van Odense, uit een omgewerkte laag uit de 13de eeuw. Eén is slechts een fragment. Van de twintig Duitse bodemvondsten zijn er slechts drie min of meer goed gedateerd. De driefigurige gem in de schatvondst van Bokel heeft een betrouwbare datering in het eerste kwart van de 13de eeuw. In 1977 kwam bij de opgraving van de eerste stenen kerk van Lübeck, die waarschijnlijk al vóór 1138 was gebouwd, een Alsengem in geroerde grond tevoorschijn. De derde goed gedateerde vondst stamt uit de binnenstad van Münster. De context was in dit geval een brandlaag uit de tweede helft van de 13de eeuw. Van de negen in Zweden gevonden gemmen komen er zes (alle met twee figuurtjes) uit een goed gedateerde 12de- of 13de-eeuwse context. Ook twee van de drie in Noorwegen gevonden Alsengemmen hebben een datering in het laatste kwart van de 12de respectievelijk in de 13de eeuw. De laatstgenoemde vondst is uniek omdat deze in een graf is gevonden.Het geheel overziend, kunnen we stellen dat de meeste Alsengemmen losse vondsten zijn zonder dateerbare context. Uit de wel goed gedateerde vondsten blijkt dat er geen gemmen zijn die met zekerheid al voor 1100 gedateerd kunnen worden. Evenmin zijn er archeologische aanwijzingen dat de Alsengemmen nog tot in de 14de eeuw doorlopen. Het lijkt erop dat de Alsengemmen vooral in de 12de en 13de eeuw in gebruik zijn geweest. 
Vroeger werd gedacht dat de figuren op de Alsengemmen mogelijk deels ontleend zijn aan Byzantijnse medaillons met afbeeldingen van de drie koningen. Ook werd gedacht dat ze in Keulen zijn gemaakt en werden meegenomen door pelgrims die in Keulen ter bedevaart waren geweest. Die hypothese is niet langer houdbaar gebleken. 
De voorstelling op de Alsengemmen beperkt zich voornamelijk tot wat houterig getekende mannetjes (1, 2, 3 of 4) die in het geval van meerdere mannetjes altijd elkaars hand vasthouden. Dit lijkt te wijzen op een band tussen die verschillende mensen. We weten dat de Alsengemmen waarschijnlijk in Friesland zijn vervaardigd. Daar zijn in ieder geval veruit de meeste gemmen per vierkante kilometer gevonden. Het sterke vermoeden bestaat dat een Alsengem de fysieke bevestiging is van lidmaatschap van een gemeenschap (een soort gilde) van Friese kooplieden, die gezien de vindplaatsen handel dreven met andere kooplieden in het  Oostzeegebied. Daarbij zou gedacht kunnen worden aan een eerste begin van de handelsverbanden die zouden leiden tot de bekende middeleeuwse Hanze. 